# General Güemes (Salta)
General Güemes es una ciudad ubicada al norte de Argentina, en la provincia de Salta. Es cabecera del departamento General Güemes y se encuentra a 50 km de la ciudad de Salta, capital de la provincia. Está conectada por la Ruta Nacional 34 km 1136.

## Toponimia
Epónimo del Gral. Martín Miguel de Güemes

## Historia
En la época colonial era una misión franciscana y a sus alrededores había varias fincas, la más importante la Finca Santa Rosa que dio origen a la actual ciudad. La llegada del ferrocarril en 1890 trajo el crecimiento a la ciudad y posterior fundación del Departamento, gracias a la construcción del Ferrocarril General Belgrano a principios del siglo XX. Antes de la Privatización ferroviaria en Argentina iniciada en 1991, Güemes fue la ciudad pionera en ferrocarriles en la Provincia de Salta y, segunda en el NOA después de los Talleres Ferroviarios de Tafi Viejo en Tucumán. A partir de 1993, la privatización de esta, dejó desempleados a 5.500 obreros, cientos de vagones de cargas y pasajeros y locomotoras únicas en América Latina pertenecientes a la estatal Ferrocarriles Argentinos herrumbradas, radiadas y tiradas sin que los pocos obreros que quedaron con trabajo pudieran hacer algo para repararlas.
Algunas fechas importantes en la historia de la ciudad:
- 1907: el 31 de octubre se fundó la Escuela Primaria "General Justo José de Urquiza". Primeramente funcionó en la esquina de las calles San Martín y Leandro N. Alem. Hasta su traslado, unos años más tarde, a su sitio actual. El edificio donde funciona, da cuenta de una estructura arquitectónica, de principios del siglo XX y su estética es imponente.

- 1928: se funda la Biblioteca Popular Domingo F. Sarmiento el 20 de noviembre de ese año.
- 1933: el 8 de agosto, la Escuela N.º 4.605 "Capitán de Fragata Sergio Raúl Gómez Roca" abre sus puertas a la niñez de la Ciudad de Gral. M. M. de Güemes, con el nombre de "Escuela Superior de Gral. Guemes", dependiendo del Consejo Gral. de Educación de la Provincia de Salta. Este institución se creó con la finalidad de completar la educación que hasta cuarto grado se impartía en las Escuelas N.º 29 y N.º 177 de la localidad. Se creó a tal fin el quinto grado, con una matrícula de 25 alumnos. Asume la Dirección la Srta. Marta Cabral, personal único en ese momento de la institución.

- 1937: el 11 de abril inicia sus actividades la Escuela de Educación Técnica N° 3131 Juana Azurduy. A lo largo de su historia funcionó en varios edificios, hasta que en los '90 se instaló en su ubicación actual, en el edificio junto a la Ruta Provincial N° 11, en Barrio El Cruce.
- 1950: Por ley provincial aprobada por la Legislatura, el antiguo Departamento de Campo Santo es rebautizado como Departamento General Güemes. Y la ciudad de General Güemes es declarada cabecera departamental.

## Economía
General Güemes cuenta con una gran producción de azúcar a cargo del Ingenio Azucarero San Isidro, el primer ingenio fundado en Latinoamérica, del cual se exporta actualmente parte de su producción y económicamente está creciendo en materia de infraestructura. A su vez cuenta con cierta producción tabacalera.
En un radio de 30 kilómetros a la redonda de la ciudad hay importantes empresas y polos productivos, entre las que se destacan dos centrales termoeléctricas (Termo Andes y Central Térmica Güemes) y el parque industrial, que alberga unas 20 empresas de variado nivel y producción.

## Población
Cuenta con 56 948 habitantes, según el censo realizado en 2022.

## Lugares de interés
- Iglesia Santa Rosa de Lima, ubicada frente a la plaza principal.
- Aguas termales (localidad de El Sauce, El Bordo - Dto. Gral. Güemes)
- Fuerte de Cobos (localidad de Cobos - Dto. Gral. Güemes)
- Iglesia Nuestra Señora de la Candelaria (Campo Santo - Dto. Gral. Güemes)
- Localidad de Palomitas (a 20 km de la Ciudad de General Güemes)
- Árbol histórico (Campo Santo - 4 km de la ciudad de general Güemes)

## Educación
En cuanto a estudios superiores, la principal institución de la ciudad es el Instituto de Enseñanza Superior N.º 6.017 "Prof. Amadeo Rodolfo Sirolli", que ofrece varias carreras humanistas y técnicas, y al que acuden estudiantes de todo el departamento e incluso del sur de Jujuy.
Existe un centro de tutorías de la Universidad Católica de Salta  y también el instituto privado General Güemes.
En materia de educación primaria cuenta con 7 núcleos educacionales. Y en materia de educación secundaria cuenta con 5 núcleos en la ciudad cabecera del departamento

## Transporte
General Güemes se encuentra sobre la RN 34, por lo que hay un intenso tráfico de vehículos en dirección norte-sur y viceversa, en especial de vehículos de carga y de transporte de pasajeros.
A cinco cuadras de la plaza principal se halla la terminal de ómnibus, con servicios regulares cada hora hacia la ciudad de Salta.
En junio de 2012 se inauguró un servicio de tren de cercanías, desde y hacia la ciudad de Salta, con dos frecuencias diarias, hasta el año 2019, cuando se agregó una tercera frecuencia.

## Defensa Civil

### Sismicidad
La sismicidad del área de Salta es frecuente y de intensidad baja, y un silencio sísmico de terremotos medios a graves cada 40 años.
- Sismo de 1930: aunque dicha actividad geológica catastrófica, ocurre desde épocas prehistóricas, el terremoto del 24 de diciembre de 1930 (94 años),[4] señaló un hito importante dentro de la historia de eventos sísmicos salteños, con 6,4 Richter. Pero nada cambió extremando cuidados y/o restringiendo códigos de construcción.[3]
- Sismo de 1948: el 25 de agosto de 1948 (76 años) con 7,0 Richter, el cual destruyó edificaciones y abrió numerosas grietas en inmensas zonas[4][3]
- Sismo de 2010: el 27 de febrero de 2010 (15 años) con 6,1 Richter